# San José Chichihualtepec
San José Chichihualtepec es un pequeño pueblo que se encuentra dentro del término municipal de Santiago Chazumba, al norte del estado de Oaxaca(México) y es colindante con el municipio de Totoltepec de Guerrero, en el estado de Puebla, Cosoltepec y Huajuapan de León;  Cuenta con una población de 213 habitantes.
Este pueblo posee una iglesia que soportó uno de los fuertes terremotos de México, y permanece durante años, alejándonos un poco de esto las casas de este pueblo al inicio fueron de carrizo, después de adobe y actualmente existe la tendencia de fabricarlas con materiales de construcción modernos.

## Fundación
Los primeros pobladores hablaban el mixteco como lengua principal , quienes se cree alrededor del año 1500 d.c se establecieron en un lugar conocido actualmente como "La Iglesia Vieja" lo que pudo ser una capilla provisional, ubicado en Rancho Frontera que es adyacente al San José Chichihualtepec y que se encuentra a aproximadamente a 3 km de distancia.
Numerosos habitantes que habitan cerca a este lugar han encontrado diversos restos humanos que con el paso de los años se fueron descubierto a causa de las corrientes de agua, suponiéndose que aquí fue un antiguo cementerio.
A principios del año 1700 llega una segunda tribu , quienes consideraron un lugar apropiado para establecerse al observar que existían lomas despejadas, pocos árboles, y abundantes pastizales, y con un gran río al norte y sur (actualmente existente), observando que era lo que buscaban para criar su ganado.Posterior a su arribo construyeron una cruz como punto para establecerse.
Para habilitarse económicamente los habitantes comenzaron a trabajar en haciendas, sin embargo los patrones de estas no pagaban con dinero, y solo daban como recompensa 1 vaca al mes, y 1 oveja o cabra a la semana, con lo que los pobladores fueron obteniendo su propio ganado, aunado a esto empezaron a sobrevivir económicamente gracias al intercambio de productos (prendas de algodón y lana, productos de palma).
Con el paso del tiempo el ganado vacuno y bovino se fue multiplicando, convirtiéndose en la principal actividad económica, junto con el cultivo de la pitaya y el xoconostle.

## Origen del Nombre
Posteriormente al establecimiento de la Tribu, en el mes de marzo nace el primer niño  , por lo que los pocos habitantes existentes llevaron a este a bautizarlo a una parroquia del antiguo poblado de San Jerónimo, donde el párroco lo llamó José, por lo que los pobladores debido a ser el primer niño nacido en este poblado, el lugar llevaría este nombre.
Sin embargo los habitantes anunciaron que su poblado debería llevar un segundo nombre, a lo que se estableció el nombre de: 
"Conani Nundo San José Itnuundo" que tiene como significado: San José Loma Despejada.
Posteriormente con la buena reproducción del ganado y su rápido crecimiento económico este poblado por un cierto tiempo se llamó "La Rica Chihihualtepec.
Tiempo después vuelve a cambiar el nombre de este poblado a "San José Yuku-Ndoodo", que está en lengua Mixteca , consecuencia de que San José está situado al pie de un cerro el cual es el más alto de la región, junto con 2 mogotes en cada lado.
Actualmente el poblado se llama "San José Chihihualtepec" que en lengua Náhuatl significa:
CHICHI- Derivado de 2 mogotes en forma de pechos de mujer a donde al pie de estos se encuentra San José.
HUAL-   Derivado de que el poblado posee agua.
TEPEC-  Derivado de la abundancia del tepetate.

## Templo Católico
Durante muchos tiempo en el que no existía el actual templo, la ceremonia religiosa se celebraba en una capilla que actual existe y que anteriormente fue conocida como curato viejo, aunque no se sabe con exactitud en qué año inició su construcción.
Actualmente el templo ubicado en la parte central de San José Chichihualtepec es venerado a San José (padre de Jesús).
Este templo está en su mayor parte construido por adobe y Piedra, aunque en el terremoto de 1986 parte de la estructura incluida la torre principal fue remodelada como consecuencia de haber sido dañada por el dicho terremoto.
Anteriormente en lo que hoy es el perímetro del templo , fue un cementerio, aunque actualmente ya no se usa con este fin.
La festividad principal de San José tiene lugar el 19 de marzo , en la cual se festeja a la divinidad de San José, llevándose a cabo muy variadas actividades este día, como la muy conocida feria que se festeja cada año en grande.

## Flora
Este pueblo cuenta con una de las frutas más ricas del país: la pitaya y el xoconostle de los cuales, la gente se dedica a su cultivo y han sido catalogadas como la región donde se dan las pitayas de la mejor calidad, por lo que se distribuyen de San José a diferentes regiones del País.
El hecho de que la explotación de una especie de cactus biznaga haya ido disminuyendo paulatinamente, hace que actualmente sean escasas no solo en San José sino en todo México.
También se encuentran diversos árboles y plantas tales como matorrales, cactáceos, ciruelos, huajes etc.

## Fauna
Mamíferos
Mapache Procyon lotor
Armadillo   Dasypus novemcinctus
gato montés   Lynux rufus
venado cola blanca   Odocoileus virginianus
Coyote   Canis latrans
Zorra   Urocyon cinereoargenteus
Tejón   Nasua narica
Zorrillo   Mephitis macroura
Conejo   Silvilagus cunicularis
Liebre   Lepus callotis
Ardilla   Sciurus aereogaster
'Aves'
Coragyps atratus   zopilote común
Aquila chrysaetos   águila real
Caracara plancus   caracara quebrantahuesos
Falco mexicanus   halcón mexicano
Ortalis vetula   chachalaca vetula
Callipepla squamata   codorniz escamosa
Zenaida asiatica   paloma alablanca
Zenaida macroura   paloma huilota
Columbina passerina   tórtola coquita
Columbina minuta   tórtola pecholiso
Leptotila verreauxi   paloma arroyera
Otus seductus   tecolote del Balsas
Bubo virginianus   búho cornudo
laucidium gnoma   tecolote serrano
Glaucidium griseiceps   tecolote mesoamericano
Asio flammeus búho   cuerno corto
Aegolius acadicus   tecolote afilador
Aegolius ridgwayi   tecolote canelo
Florisuga mellivora   colibrí nuca blanca
Colibri thalassinus   colibrí oreja violeta
Anthracothorax prevostii   colibrí garganta negra
'Reptiles'
Crotalus ssp    víbora de cascabel
correlona 
Micruroides euryxanthus euryxanthus    coralillo
Elaphe ssp   ratoneras
Ctenosaura pectinata   Iguana negra

## Museos Comunitarios de Oaxaca
Museo Comunitario Yukuni i, forma parte de La Unión de Museos Comunitarios de Oaxaca,AC la cual es una agrupación de catorce comunidades indígenas y mestizas del Estado de Oaxaca que han fundado museos comunitarios. Reuniones de intercambio iniciados en 1988 dieron lugar a su fundación como asociación civil en 1991, y actualmente ha crecido hasta concluir catorce municipios de los Valles Centrales, la Mixteca, la región de Tuxtepec, la sierra Norte y La Costa.
Se enlistan a Continuación
-Museo comunitario" Shan-Dany"Bajo el Cerro) Santa Ana del Valle Tlacolula.
-Museo comunitario"hitalulu"(Flor Bonita) San Martín Huamelulpan, Tlaxiaco.
-Museo comunitario"Yucu-ite"(cerro de Ocote) Santa Maria Yucuhiti, Tlaxiaco.
-Museo comunitario"Memoria de Yucundaayee" San Pedro Tequixtepec, Huajuapan de León.
-Museo comunitario"Norte Ujia"(Siete Rios) San Miguel del Progreso, Tlaxiaco.
-Museo comunitario"Jna Niingui"(Cerro del gran Caracol) San Miguel Tequixtepec, Coixtlahuaca.
-Museo comunitario"Yucu Sa a (Cerro del Pájaro) Villa de Tututepec de Melchor Ocampo, Juquila.
-Museo comunitario"Historia de la Mina" Navidad Ixtlán.
-Museo comunitario"Ñuu Kuiñi"(Pueblo de Tigre)Santa María Cuquila Tlaxiaco.
-Museo comunitario"Yukuni i"(Cerro que retumba)San José Chichihualtepec, Chazumba.
-Museo comunitario"Añuti"(Seis Mono)Magdalena Jaltepec Nochixtlán.
-Museo comunitario"HICUPA" Santa Ana Teloxtoc, Tehuacán Puebla.
-Museo comunitario"San José el Mogote" Guadalupe, Etla.
-Museo comunitario"Monte Flor" Cerro Marín Valle Nacional
La misión de la Unión es
Impulsar a cada comunidad a construir y fortalecer su museo comunitario, para saber quienes somos, quienes fuimos y quienes podemos ser, construyendo un futuro con base en los valores ancestrales de nuestros pueblos.

## Origen
La motivación del museo surgió a raíz del hallazgo de una ofrenda prehispánica en un aguaje o pozo conocido como el Zapote, ubicado en la falda del cerro Chichihualtepec. Además se descubrieron una tumba y varias piedras grabadas en el Cerro Pachón. Existen diversos sitios arqueológicos que se encuentran en la cercanía de la población.
El museo originalmente establecido en la planta baja del actual Kiosko comunitario, fue el primer inmueble que albergó al museo , el cual fue establecido gracias a la colaboración de la comunidad quien proporcionó las piezas arqueológicas halladas en distintos puntos de San José Chihihualtepec.
El origen de las instalaciones del actual museo se remonta a 1934, cuando fue construida esta estructura utilizada durante más de 50 años como aula escolar. En 1974, año en el que fue terminada la escuela primaria "Benito Juárez", el antiguo inmueble fue destinado a salón de acuerdos para la comunidad.
En el año 2002 se solicitó el inmueble, el cual fue reconstruido y quedó instalado el museo, mismo que fue inaugurado el 24 de mayo de 2003.
Actualmente este recinto cultural abarca 4 temas:
- Arqueología
-Religión
-Tradiciones y costumbre
-Cultivo de la Pitaya*Unión de museos comunitarios de Oaxaca (2004). «Museos Comunitarios de Oaxaca». Guía de museos comunitarios de oaxaca 1 (1).

## Arqueología
Numerosas piezas arqueológicas fueron encontradas alrededor de la población, las cuales pertenecen a la cultura mixteca baja de Oaxaca , correspondientes al periodo preclásico de los años 1000 ac- 200dc.
La mayoría de las piezas del museo encontradas por la comunidad, fueron donadas para su exhibición en el museo, el cual cuenta con más de 300 piezas registradas por el CONACULTA.

## Religión
En este museo se encuentra una antigua mesa de sacrificio, donde oficiaban misa los sacerdotes ; también se hallan los implementos que eran necesarios para la celebración.
La feria del pueblo se celebra los días 18 y 19 de marzo siendo este último el día de San José, santo patrono del pueblo.

## Paisaje
Esta población se encuentra en uno de los lugares más tranquilos y descontaminados del país, y esto se demuestra durante la noche encontrándose con un cielo en el que se pueden observar casi todas la constelaciones de la bóveda celeste.[cita requerida]
Posee el cerro Resumbón: llamado así porque en ocasiones imprevistas llega a retumbar. Este cerro es el más alto de la región con una altura cercana de los 1800 m s. n. m.  Un pequeño cerrito muy conocido en este lugar es el cerro del Pachón y bajo el que se cree que se encuentra una pirámide de los antepasados que habitaban esta región. Posterior a la inauguración , una arqueóloga alemana de renombre habitó este poblado poco más de un año con el propósito de realizar una ardua investigación con respecto a las piezas encontradas en diferentes zonas arqueológicas de san José Chichihualtepec, las cuales según sus investigaciones si pertenecen a este lugar y son de origen mixteco .